# Tempestade subtropical Biguá
A tempestade subtropical Biguá foi um ciclone subtropical em dezembro de 2024 que atingiu o Rio Grande do Sul (RS), e afetou ainda Santa Catarina (SC) e o Uruguai. O Serviço Meteorológico Marinho nomeou a tempestade na manhã de 15 de dezembro, mas havia avisos marítimos para ressaca no mar e ventos fortes desde o dia 14.  

## História meteorológica
O Inumet do Uruguai alertou no dia 12 que haveria a formação de um ciclone subtropical perto de sua costa leste no dia 14. 
O Serviço Meteorológico Marinho do Brasil comunicou no dia 13 que havia "previsão de condições favoráveis para a formação de um ciclone subtropical, em alto-mar, na posição 31°S 050°W, a aproximadamente 45 milhas náuticas (83 km) a sudeste da cidade de Mostardas (RS)". 
Já o portal Metsul apontou no dia 12 a formação de duas áreas de baixa pressão, uma que seguiria de oeste para leste entre os dias 13 e 14 sobre o Rio Grande do Sul e com características extratropicais e outra que se formaria perto do Uruguai, cujas características então eram difíceis de prever. No dia 13, no entanto, reportou que a tendência era que ele fosse subtropical.  
O Serviço Meteorológico Marinho confirmou a formação e nomeação de "Biguá" na manhã de 15 de dezembro, "em alto-mar, na posição 33,5°S 052,2°W, a aproximadamente 50 milhas náuticas (90 km) a nordeste da cidade de Chuí (RS), com lento deslocamento para sul/sudeste". 

### Oficiais
O Serviço Meteorológico Marinho emitiu alertas válidos entre 15 e 16 de dezembro para ventos fortes de até 85 km/h na faixa litorânea que compreendia a área entre as cidade de Chuí (RS) e Francisco do Sul (SC)   e um alerta para agitação marítima com ondas de até 2,5 metros entre as cidades gaúchas de Chuí e Tramandaí.
O Inmet emtiu um Alerta Vermlho para chuvas e ventos fortes, respectvivamente de 100mm/24h e 100km/h, no sul do RS também no dia 14, enquanto a Defesa Civil RS emitiu alerta para "para rajadas de vento forte a intenso com pancadas de chuva" o extremo sul no dia 14  e para a área sudesta gaúcha no dia 15 .   

### Não-oficiais
No dia 14 o portal Metsul apontou que diversas cidades e as de seu entorno poderiam ter ventos fortes, entre elas Chuí, Rio Grande, Pelotas, Santa Vitória do Palmar, Jaguarão, Bagé, Piratini, Caçapava do Sul, além daquelas cidades próximas às lagoas Mirim e dos Patos. No decorrer do final de semana, conforme o avanço do sistema para norte-nordeste, a ventania, menos intensa, chegaria também até boa parte do centro-leste do estado, incluindo a RMPA, serra e litoral norte.  A meteorologista responsável pelo portal divulgou um vídeo explicando como Biguá causaria ventos e chuvas fortes e boa parte do estado (assista aqui).

## Danos
Estragos no Rio Grande do Sul foram registrados pelos efeitos de Biguá. Ao menos 230 mil pessoas foram prejudicadas no estado devido as rajadas de até 150 km/h associadas a tormenta derrubarem postes e arrancarem cabos de energia elétrica.  Uma quadra de esportes também desabou. Duas pessoas ficaram feridas, entre elas, um adolescente que ficou preso a escombros de um muro que desabou durante o evento em Butiá. 